# Лепкий Микола Сильвестрович
Микола Сильвестрович Лепкий (21 листопада 1878, в селі Крегульці (Гусятинського повіту) (зараз Крогулець, Гусятинського району) на Тернопільщині — 1 січня 1945, Просмеріц поблизу м. Зноймо, Чехія) — педагог, український культурно-громадський діяч. Брат Богдана та Левка Лепких, батько Марка Лепкого.

## Життєпис
Народився 21 листопада 1878 року в селі Крегульці Гусятинського повіту на Тернопільщині в родині  Сильвестра Лепкого та Домни Глібовицької. Раннє дитинство його пройшло в Поручині, куди батьки переїхали в 1880 році. Там і народилися дві сестрички — Ольга (18 серпня 1881 р.), Олена (25 липня 1885р.) та наймолодший брат — Льончик (Левко) (7 грудня 1888р.). У Поручині пішов до школи, після закінчення якої вступив до Бережанської гімназії.
| Текст вилучений зі статті через підозру в порушенні авторських прав |
| --- |
| Текст, що раніше перебував на цій сторінці, запідозрено в порушенні авторських прав на текст із таких джерел: Стрілець Вікторія Ігорівна. Микола Лепкий – педагог, видатний культурно-громадський діяч : [курсова робота] / В. І. Стрілець ; Прикарпатський національний університет імені Василя Стефаника. — Івано-Франківськ, 2000. постійна версія № 2930375 Дата, коли було знайдено порушення: 4 квітня 2025. Тому, хто повісив цей шаблон: На сторінку обговорення користувача, який розмістив цю статтю, варто додати повідомлення {{subst:nothanks cv\|Лепкий Микола Сильвестрович\|url=Стрілець Вікторія Ігорівна. Микола Лепкий – педагог, видатний культурно-громадський діяч : [курсова робота] / В. І. Стрілець ; Прикарпатський національний університет імені Василя Стефаника. — Івано-Франківськ, 2000. постійна версія № 2930375}} --~~~~. |
| До уваги користувача, який розмістив цю статтю Не редагуйте статтю зараз, навіть якщо ви збираєтеся її переписати. Дотримуйтесь вказівок нижче. - Якщо власник авторських прав на зазначений вище матеріал дозволяє використовувати його на умовах GNU FDL без незмінюваних секцій та Creative Commons із зазначенням автора / розповсюдження на тих самих умовах, будь ласка, сповістіть про це на сторінці обговорення цієї статті. - Якщо правовласником є ви, додайте на зазначеному вище ресурсі примітку: «Матеріали дозволено використовувати на умовах GNU FDL без незмінюваних секцій та Creative Commons із зазначенням автора / розповсюдження на тих самих умовах». - Якщо дозволу на використання цього матеріалу немає, будь ласка, зробіть одне з двох: 1. Напишіть хоча б гарний накид статті на цій підсторінці. Зверніть увагу: не треба копіювати текст, що порушує авторські права, на зазначену підсторінку й редагувати його. Якщо ви взялися за написання нової статті, не забудьте сповістити про це на сторінці обговорення. 2. Залиште все як є, і тоді статтю буде вилучено. У випадку, якщо новий текст написано не буде, цю статтю буде вилучено через тиждень після появи цього попередження (детальніше див. документацію шаблону). Вихідний текст цієї статті з можливим порушенням копірайту можна знайти в історії змін. Зверніть увагу, що розміщення у Вікіпедії матеріалів, автор яких не надав явного дозволу на їхнє використання відповідно до ліцензії GNU FDL без незмінюваних секцій та Creative Commons із зазначенням автора / розповсюдження на тих самих умовах, може бути порушенням законів про авторське право. Користувачів, які додають до Вікіпедії такі матеріали, може бути тимчасово позбавлено права редагувати статті. Попри все, ми завжди раді вашим оригінальним статтям. Дякуємо. Цю сторінку внесено до категорії Вікіпедія:Можливе порушення авторських прав. |